# فلامنكو (موسيقى)

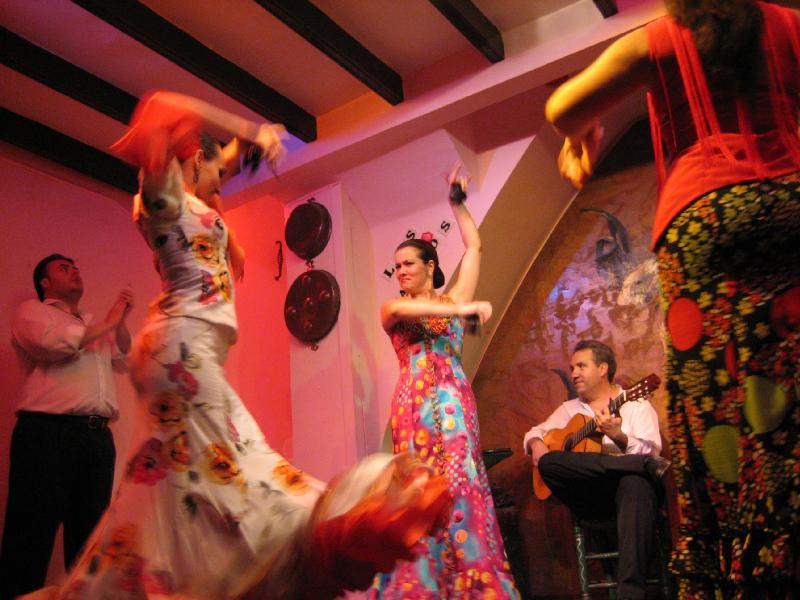
رقص الفلامنكو

فلامنكو (بالإسبانية: Flamenco)‏ هو نوع من الموسيقى الإسبانية، الذي يقوم على أساس الموسيقى والرقص. وهي موسيقى غجر إسبانيا (الخيتانوس)، يبدو أن هناك تأثر متبادل للفلامنكو مع الموسيقى الأندلسية، قد يظهر في بعض أنواع الموسيقى في شمال إفريقيا خاصة في المغرب مع الطرب الأندلسي.
يبدو ذلك جليا في طريقة الغناء من الحنجرة وفي جيتار الفلامنكو وتأثره بالعود، نشأت في أندلسيا في القرن الثامن عشر. موسيقى الفلامنكو معروفة كذلك في المغرب وخصوصا في المدن الشمالية كتطوان، شفشاون وطنجة ومدن أخرى، حيث الشمال المغربي والجنوب الإسباني يتشابهان كثيرا في الثقافة والهندسة المعمارية للمدن.

## أصل الفلامنكو
كلمة الفلامنكو؛ في إشارة إلى النوع الفني المعروف بهذا الاسم؛ يعود تاريخها إلى منتصف القرن التاسع عشر، وليس هناك يقين عن أصلها، وقد أثارت عدة فرضيات، وهناك احتمال ان يكون اسمها يحمل معنى الفلاح المنكوب.
- حسب بلاس إنفانتي مصطلح فلامنكو يرجع إلى فلاح منكوب مِن فلاح من غير أرض وهم الفلاحين الموريسكيون الذين أصبحوا بلا أرض، فاندمجوا مع الغجر وأسسو ما يسمى بالفلامنكو كمظهر من مظاهر الألم التي يشعر بها الناس بعد إبادة ثقافتهم.

- البعض يربط اسم هذه الموسيقى بطائر النحام الوردي.
- وجد في بحوث عن رقص الفلامنكو في بعض البرامج الوثائقية - وقد أذيع البرنامج في قناة الجزيرة الوثائقية بعنوان «الفلامنكو»، بأنه يعود تسميتها إلى «فلاح منكو» وبالتالي «فلاح منكم».
- وجد أيضاً في بحوث عن أصل موسيقى الفلامنكو، بأن الكلمة التي تشتهر بلفظها في موسيقى الفلامنكو وهي ال.. «اولليه»، وهي كلمة تشتهر بالإسبانية والمكسيكيه وغيرها عند العزف على موسيقا الفلامنكو، ففرض عن اصل هذه الكلمة بأنها«اولليه وبالتالي الله»، وليس هنالك إثبات حول هذا.
- بعض العرب كبار السن يقولون بإن كلمة فلامنكو كانت في الأصل عربية منحدرة من «فلنلهو».
- وهناك فريق من المؤرخين يرى أن تسمية الفلامنكو تعود للغناء الغريغور يأتي حيث كان صوت العازف المنفرد يسمى فلامنكو وهناك دارسون آخرون يرجعون التسمية لاغراط الغجر في الجيش الفلامانكى ومشاركته اياه الحرب نظير الحصول على اعتراف بحقوق المواطنة ومنها انتقل الاسم.

وهناك الكثير من الفرضيات والأبحاث التاريخية التي يصعب التحقق منها وحسمها لغياب الأدلة والقرائن القوية فالتاثيرات الثقافية في فن الفلامنكو عديدة ومن مناطق مختلفة كشمال أفريقيا وجنوب أوروبا والشرق الأدنى والأقصى.

## تاريخ ردن الزدجالي
تأثر الفلامنكو كثيرا بالإيقاع الشرقي البيزنطي والأغنية الأندلسية البدائية والأغنية الموروثة. ويظهر ذلك خاصة في الموروثة في عدة قرى قريبة من غرناطة والتي يسكنها المورسكيون. وهذا النوع من الأغاني يدل على مدى تأثر الفلامنكو بالأغنية العربية والهندية القديمة ومدى التشابه الكبير بين الأغنية الأندلسية والفلامنكو.
كما أن أغاني الفلامنكو كلها وخاصة التي تلقى في عيد ميلاد المسيح، هي زناتية شمال إفريقية في الصوت واللإلقاء والانفعال العاطفي ولا شك أن المورسكيين هم الذين ابتدعوا هذا النوع تضرعا واستعطافا للكنيسة ومحاكم التفتيش.
و الملفت للانتباه أنه في داخل العائلات التي أدمجت ببطء في المدن والقرى الأندلسية لم تبر هذه الظاهرة الموسيقية المدهشة)الفلامنكو (إلا بعد ثلاث قرون من طرد المورسكيين إذ أن ارتباطه المحتل بالموسيقى العربية لم يكن موضوع دراسة جادة.

## جذور الفلامنكو العربية
يحتفظ الفلامنكو إلى الآن بجذوره الشرقية، كالاعتماد على الحنجرة في الغناء والطابع الشرقي في تأليف الموسيقى الذي يعتمد على الهارموني العربي مثلما هو شائع في العزف العربي على العود. وترجع هذة الأصول العربية لوجود العرب المسلمين في الأندلس قرابة ثمانية قرون؛ فقد جلب العرب معهم ألحاناً ومقامات وإيقاعات وآلات وموسيقاهم من الشرق والموسيقين العرب الذين وفدوا على الأندلس على رأسهم زرياب.
وتوصلت جميع الأبحاث إلى نتيجة واحدة وهي أن هذا الفن الفلكلوري الغنائي الموسيقي أصله عربي أندلسي، يعتمد على النجوى والشكوى إضافة إلى الفرح واللهو السعيد.

## أسباب نشأة الفلامنكو
ولدت فنون الفلامنكو وكانت غنائيات تتميز بالحزن والاكتئاب كتعبير عن الظلم الاجتماعى ومشاق الحياة والبؤس العام ويدع الغجر على أنهم هم اساس هذا الفن ولكن الحقيقة انهم ساهموا ولعبوا دورا هاما في تطور الفلامنكو ولايمكن ان نغفل عن تأثير الموسيقى العربية الشعبية والرقصات الأندلسية على الفلامنكو وتأثر الفلامنكو كثيرا بالإيقاع الشرقي البيزنطى والأغنية الأندلسية البدائية ويظهر هذا في فلكلور عدة قرى بالقرب من غرناطة والتي كان يسكنها الموريسكييون وهذا النوع من الغناء يدل على مدى تاثر الفلامنكو بالأغنية العربية القديمة ومدى التشابه الكبير بين الأغنية الأندلسية والفلامنكو.
أعلن الفلامنكو عن نفسه في القرن ال 18 وتشير كثير من الدراسات إلى أن هذا الفن مرتبط بالغجر وبثقافات أخرى تعايشت في المنطقة ومن بينها الثقافة المورسكية ذات الأصول العربية الإسلامية إضافة إلى الثقافة الإسبانية المحلية وتطور بفضل الغجر.

## إسبانيا والفلامنكو
يرفع فن الفلامنكو رأس إسبانيا عاليا في سماء الموسيقى والاداء الحركى ولم يحظ الفلامنكو بالأعتراف الا في اواخر القرن العشرين وذلك لأنة بدأ بسيطا كفن وضيع لارتباطة بالغجر الاسفل ترتيبا في الطبقة الاجتماعية،
وبداية من من عام 1860 خطا هذا الفن اولى خطواتة نحو الانتشار خارج المثلث الاندلسي الذي استوطنة الغجر لينتشر في جميع حواضر ومدن إسبانيا الكبرى مثل مدريد وبرشلونة، وابتداء من من عام 1910 شهد الفلامنكو فترة زاهية من حياتة باجتياحة المسارح باستعراضات فنية مذهلة يكتشف فيها الناس والعالم بأكملة منجما غنيا من المتعة الفنية الراقية والنبيلة والمؤثرة مما دعا محترفي الفلامنكو إلى ايجاد سبل تطوير وتجديد لانماط الفلامنكو وطرق ادائة ليتضمن الاغنانى الحزينة وأخرى ذات الطابع السعيد، ويؤدى الفلامكنو بشكل فردى اوجماعى بالقيثارة أو بالبيانو اوالات أخرى.
تم تطور نوع جديد nuevo flamenco اى الفلامنكو الجديد بعد مزج الفلامنكو الاصيل بفنون أخرى مثل الجاز والبالية والرقص الحديث وغيرهامن الفنون.
وابتداء من خمسينات القرن الماضي شق الفلامنكو طريقة للغرب وعم انتشارة عالميا ليحتل مكانتة بجانب انماط الموسيقى التقليدية والغنائيات الراقية وفنون الاداء الحركى.
وخلال العصر الذهبي (1896 – 1910) وضعت فنون الفلامنكو في شكلها النهائى بالمقاهى والمسارح وارتفعت رقصاتة إلى افاق جديدة فأصبحت وسيلة جذب رئيسية وفي الفترة من (1910- 1955) أصبحت عروض
الفلامنكو أكثر تنظيما في معظم انحاء العالم

## شجرة الفلامنكو
وقام الباحثون بعمل شجرة لفروع الفلامنكو لثرائه ويعبر كل فرع منها عن غنائيات معينة مستقلة بشكلها ومضمونها وطريقة ادائها. ووضعت شجرة جينيالوجية للفلامنكو قسم فيها الباحثون الفلامنكو إلى
1. أغاني غجرية الأصل (العميقة).
2. أغاني أندلسية الأصل (الأغاني) الوسيطة.
3. أغاني خفيفة.

وظلت هذة التقسيمات موضوع نقد وملاحظات وتعليقات هامة وجاد. ويعد أهم جذوع شجرة الفلامنكو الغناء العميق الذي يتفرع منة العديد من الرقصات الأخرى مثل السيغرياس وسولياريس وهناك أيضا التانجوس. أما جذع الاغاني الخفيفة فيضم غنائيات أهمها السيفياناس ويضم نوعا اخر من التانجوس الخفيف الراقص. وهناك نوع مهم من الفلامنكو وهو فلامنكو الذهاب والإياب ويتعلق بأغاني حملها الإسبان معهم إلى أمريكا اللاتينية ثم عادت إلى إسبانيا بشكل جديد بعد أن تطورت وهي عبارة عن غنائيات لم تعد تغنى في إسبانيا لكن لاتزال تغنى في أمريكا اللاتينية.

## تكوين الفلامنكو
يتكون الفلامنكو من ثلاثة عناصر وهي الغناء (canta) والرقص (baile) وعزف الجيتار (guitarra) أو القيثارة بالإضافة إلى جماعة ال (palmas) للتصفيق اليدوى............

### الغناء
هو مركز مجموعة الفلامنكو وأهم مكونات الفلامنكو ويتميز بالنغمات الحزينة المأسوية والصرخات التي تشبة العويل والتي ينبغى على الراقص ان يبذل قصارى جهدة بجسدة واطرافة ويحركهما في سبيل ترجمة الكلمات والمشاعر والمعانى التي يعبر عنها المغنى ″ويترجم الغناء عناء ومكابدات الغجر والفقراء وهذا ما جعلة يتلون بحزن يميزة فالغناء العميق يجسد المحن والتمزق والمكابدات التي يشعر بها الغجر والكلمات الدالة على الحزن في المعجم الفلامنكى كثيرة مقابل قلة عبارات الفرح وتعبير وجة المغنى وحركات يدية تترجم بقوة العناء والمكابدة اللذين يتغنى بهما كثيرا ويعتبر اداء الفنان (كامارون دى ايسلا) خير مثال على ذلك

#### القيثارة أو الجيتار
هو المكون الثاني ففي بداية الفلامنكو كان المغنى هو أساس العرض الفنى وبمرور الزمن فرضت القيثارة نفسها من خلال موهبة وبراعة العازفين الذين ادخلو على فنون الفلامنكو الكثير من التقنيات الموسيقية المتميزة ويؤدى العازف دورا مهما في توثيق التواصل بين المغنى والراقص وتحقيق الانسجام والتناغم

##### الرقص
وهو المكون الثالث الذي يجسد المشاعر والعواطف التي تعبر عنها الأغنية بالحركات والخطوات وهو المتحكم في سرعة ايقاع الأغنية من خلال سرعة وحركة القدمين والجسم كلة وهو مصدر مهم لموسيقى اضافية ناشئة عن حركة المغنى وعازف الجيتار يسعيان دوما لاقتفاء خطوات ايقاعاتة وحركاتة لذلك يشترط في الراقصة ان تكون موسيقية بارعة إلى جانب لياقتها البدنية التي تمكنها من اتقان الحركات وضرب الأرض بقدميها برشاقة وقوة معبرتين وسرعة خاطفة ومضبوطة وذات دلالة محددة وتحرك يديها واصابعها وجسدها بليونة وانسيابية متناهية

###### المصفقون
يشكلون عنصرا مهما في هذا الفن فالتصفيق الملازم للفلامنكو الية ايقاعية مرافقة معقدة وذات أهمية قصوى لة قوانين دقيقة يجب الالتزام بها فهو تعبير ايقاعى للكلمات والنوتات والمشاعر ووظيفة المصقفين هي تحفيز الراقص وتقديم الدعم لة بتحديد النغم وضبطة عبر تصفيقات متتابعة ومتسارعة

## الشعراء المبدعون

### فيديريكو غارثيا لوركا
حيث يقول ان ميزات وخصائص الفلامنكو ذاتها في بعض غنائيات الأندلس. ولقد حافظ لوركا في ابداعاتة على التراس الموسيقى الاندلسي التقليدى حيث تعود علية منذ كان صغيرا بسبب الخدم الذي عاشرهم في منزلة. قام لوركا في عام 1922 بالتعاون مع فنانين اخرين بتأسيس مهرجان الأغنية العميقة بمدينة غرناطة تحت اشرافة واشراف ما نويا دى فايا فكان أول مهرجان يعقد الغناء الاندلسي وكان الهدف منة هو اثبات ان الغناء العميق ليس مجرد ارث قديم بل هو شئ يفيض بالحيوية والجمال والتميز. ويتميز الغناء العميق بتقسيمات فرعية لنغمات تقل مدتها الزمنية نغمات الموسيقى الغربية ولذلك لا تؤدى على الات الموسيقى المنهجية ومن أكثر الالات المناسبة لها هو الجيتار بكل ما يتمتع بة بقدرة تعبيرية. كرس لوركا بعد ذلك جهودة للغناء الشعبي الاسبانى وبعث الحياة في الغنائيات التراثية ليؤديها أعضاء فرقتة الجوالة التي قدمت عروضها ضمن مسرح العرب الجوال كما الف (لابرابا) وهي نوع من الغنائيات الشعبية ذات اليقاعات العربية الاصيلة. وهب المغنى (انريكى مورينتى) نفسة للوركا فتغنى بأشعاره.

#### خوان رامون خيمينيث
المعاصر للوركا الذي نشر أول ابداعاتة الشعرية الرومانسية بمسحتها الحزينة وابدع قصائد رقيقة اهتم بها مغنو الفلامنكو.

##### ميجيل إيرنانديث
من ألمع نجوم الشعر والدراما الإسبانية وقضى اوائل العقد الثالث من عمرة في زنزانة خلال الحرب الاهلية الإسبانية بعدما خلف اشعارا قوية تتغنى بالمحبة وتنشد العدالة والإسلام وتصور ماسى الحروب والموت وتغنى باشعارة
(إنريكي مورينتي) و (باكو ايبانيز).

## طريقة أداء المغني
وقبل شروع المغني في وصلته يتهيأ بأداء ترانيم وهي عبارة عن مقاطع صوتية لا تحمل أي معنى لغوى محدد مثل (hay)، (lalis) لضبط الإيقاع اللحني ويرددها المغني لضبط الجرس والموسيقى لتمهد التواصل والتهيؤ النفسي للحاضرين بقصد الانضباط للسماع ثم يشرع في الأغنية بمدخل يتلو فيه بيتين من القصيدة التي ترددها الكورال بإيقاع خفيف كإعلان للنهاية بشكل لا يصدم المستمعين لينتهى بأداء يميزة يكون بمنزلة بصمة خاصة به، ومن أوائل الموضوعات المغناة الحب يلية المرأة، الموت، الألم، الوحدة، مرور الزمن، ووراء كل هذة الموضوعات قنوات لتمرير خطاب النقد السياسي والتعبير عن المطاب الاجتماعية والاقتصادية ولو بطريقة غير مباشرة وقد اختار هذا السبيل النضالي سياسيو المعارضة الذين غنو الفلامنكو ومنهم من اختار المغني.

## رقص الفلامنكو
فن الفلامنكو يعكس بجلاء تقاليد واعراف التنظيم الاجتماعى الغجرى الذي يحتل فية الذكور المكانة البارزة بينما تحجب المراة وراء ادوارها التقليدية ولكن في حفل الرقص تبدو الطقوس مخالفة لهذا العرق متحررة منة فبداية الرقصة تكرس بشكل قوى هيمنة النساء وتحكمهن في حلبتة وبعد ذلك يلتحق الرجال با الحلبة بشكل تدريجى ورقص النساء يحث المغنى على التفنن في تلاوة قصائد الغزل التي تتغنى بجمال وانوثة الراقصة حيث يتيح حفل الرقص للغجريات فرصا كبيرة ومهمة لتغيير وضعهن الاجتماعى ورقص الفلامنكو ارتجإلى تلقائى في المرتبة الأولى يعتمد على احساس الراقص أو الراقصة لذلك لا توجد راقصات فلامنكو شهيرات صغيرات في السن بل اغلبهن أكبر من 30 عام لان اتقان هذة الرقصة يحتاج الكثير من النضج والخبرة والحس الفنى كما يعتمد إضافة لحركات الذراعين واليدين والقدمين على العنفوان والقوة وشدة الانفعالات والعواطف وتخلق الراقصة انماطا ايقاعية معقدة بتقنية حركة معقدة بتحرك الاجساد الراقصة في وقت واحد بانسجام على ايقاعات الموسيقى وعلى ايقاعات صوت وحركة الرقص السريعة والعنيفة وشدة الاصوات المنبعثة من ضربات القدمين بالارض تجعلنا نسال عن سر تلك القدرة على ضبط ذلك العنف فالعنف هو الذي يغذى رقصة الفلامنكو والراقصون الرجال أكثر قدرة على تمثيل تلك الحركات الايقاعية السريعة من الراقصات الإناث وتتحرك الراقصة كالفرس الجامح اما الجسم فنادرا ما يتحرك مقسوما بل يقف مشدود الظهر والكبرياء ليعطى الانحناء بالسمو والشموخ

## الأزياء وتكتيكات الرقص
تلبس الراقصة لباسا زاهيا ملونا عريضا فضفاضا على غرار لباس الغجر وتعتمد راقصة الفلامنكو في حركاتها على قوتها الجسدية هذا بالإضافة إلى حركات ذراعيها وقدمها بعنف يترجم الثورة على القيود. بينما يلبس الراقص قميصا ضيقا ملونا أو أبيض وسروالا اسود ضيق أيضا وينتعل الذكور والإناث أحذية قوية تحدث فرقعات مسموعة خلال ضرب الأرض بها وكان الذين يسبقونهم يلبسون أحذية ذات كعوب عالية لاحداث الصوت القوى المسموع ويضعون على رأسهم قبعات تقليدية لم يعد يضعها الراقصون أو المغنون الآن.
يختلف أداء الراقص عن الراقصة في بعض الحركات العنيفة عند الراقص التي تعبر بقوة عن العنف مما يجعل الراقص الماهر يثير الإعجاب على الرغم من مكانتة الثانوية في حفل الرقص في ظل مكانة المرأة التي تهيمن عليه وتعبر راقصة الفلامنكو في رقصها على الكبرياء والأنفة من خلال حركة الذراعين والقدمين مترجمة أحاسيسيها الداخلية بحركات سريعة وقوية كالتصفيق والضرب بالقدمين وشموخ الهامة في كل الإيقاعات وتعتمد الراقصة على حركة الأطراف (الأيدي والأرجل) والهدف من هذة الحركة ليس للهدر والرومانسية ولكن الهدف منها هو التصعيد الحركي أو الدينامية المنامية التي لا تستجيب لإيقاعات عنيفة في أكثر الأحيان.

## أنواع الفلامنكو
يوجد نوعان لرقص الفلامنكو
- شعبي
- الأداء المسرحي

وفي كلا الأسلوبين ينبغي على مؤدى الرقصة أن يرتجل ويضيف أداء شخصيا ليبرز معنى القطعة الموسيقية المصاحبة للرقصة وتشمل الرقصة على إيقاع ماهر لحركة القدمين وطقطقة الأصابع يصحبها حركات قوية للذراعين لكنها انسيابية رشيقة. ويمكن أن يؤدى رقصات الفلامنكو شخص بمفردة أو زوج أو فرقة كبيرة العدد والراقصون المهرة ينفعلون بروح حماسية وينقلون حماسهم وانفعالهم للمشاهدين وتسهم الأزياء المتنوعة الألوان والضجيج العالي في إضافة الكثير من الإثارة على تكنيك الأداء الحركي وكان يصاحب راقصو الفلامنكو في الأصل التصفيق والغناء والضرب الخفيف بالأقدام لكن أضيف إليها بعد ذلك الجيتار.

## نزار قباني والفلامنكو
ألهم فن الفلامنكو الشاعر السوري الكبير نزار قباني في ديوانه الرسم بالكلمات أثناء سفره لمدريد عاصمة إسبانيا بالعديد من القصائد والإبداعات وعن تعبيرة المرهف يتحدث عن الوجة الأنثوى لإسبانيا حيث العيون السوداء والنساء التي يعلق فوق شعورهن الورد والعصافير كما يجول بمدن الأندلس وقراها ليرى أن في كل بقعة ما يذكر بالأماكن المشرقية في قصيدته اللؤلؤ الأسود والأمر نفسه يتكرر في قصيدته عن الراقصة دونا ماريا التي تذكره عيناها ببادية الشام ووجهها بشموس دمشق وأشجار ليمونها. أما رقصته الفلامنكو فتعيده إلى تلك الأزمنة الخالية حيث كان أجداده القدامى يقيمون للسعادة والفرح مملكة واسعة يودعون فيها أعمارهم التي تهرمت. فيقول في قصيدته  بقايا العرب

## مبدعون في فن الفلامنكو

### ماريا باخوس
تعتبر من أكبر مبدعات عالم الفلامنكو المعاصر وتشتهر عروضها بالموهبة الفنية المرموقة وإبداعها بحثا عن أشكال جديدة تعبر من خلالها عن المعنى الحقيقي والعميق لرقصات الفلامنكو بدأت مشوارها الفنى مع فرقة أنطونيو جادس المسرحية واشتركت في مسرحيتي كارمن وزفاف دموي وهما من أهم العلامات في تاريخ الفلامنكو وقدمها المخرج كارلوس ساورا في السينما. تلقت ماريا كراقصة العديد من الجوائز أبرزها الجائزة القومية لتصميم الرقصات عام 1996 والجائزة القومية للرقص عام 2002 وجائزة ليونى سيني عام 2004، كما اختيرت لتقديم عرضها ضمن الاحتفال بافتتاح قمة حكومات أمريكا اللاتينية بمدينة سالامنكا الإسبانية
وتقول ماريا باخوس «هناك أشياء كثيرة تربطنا من الفلامنكو مع العرب تجعلنا نتواصل، وليس هناك أكثر تاثير من سماع أصداء نداء المؤذن للصلاة. ويستند عرض أغاني قبل الحرب الذى قدمته في مصر لتجربة الحنين لسماع الأغاني القديمة تلك الأصوات التى تحمل الذكريات والمتعة والسلام».

#### روثيو مولينا
قدمت مؤخرا عرضا عن الفلامنكو المعاصر بعنوان عندما تطير الحجارة، وذلك في مهرجان الخريف بمدريد. بدأت روثيو المولودة بمالقة الرقص في سن الثالثة ثم التحقت بأكاديمية الرقص بمدريد، كما كانت إحدى راقصات فريق الراقصة الشهيرة ماريا باخوس. ابتكرت مولينا أسلوبها الخاص في مزيج نادر من الفلامنكو الارتجالي بلمسات من أسلوبها الحديث الخارج عن المالوف بالجمال الحركي والجسدي.

##### سارا باراس
ولدت في الخامس عشر من أبريل عام 1971 وهي راقصة عالمية مشهورة. سافرت إلى جميع أنحاء العالم وتعلمت الرقص من والدتها التي كانت تدير مدرسة رقص في إسبانيا. كما أنها نالت شهرة وسمعة واسعة عندما انضمت لشركة
مانويل موروا وحصلت على العديد من الجوائز من بينها جائزة أحسن راقصة إسبانية في الأداء.

##### روني بينيس
من الجيل الجديد، يمكن القول أنه جاء بلون موسيقى يمزج ألوان مختلفة في إيقاعات قيثارة لاتينية، حيث استطاع بتنغم وانسجام ان يدمج أنماط مختلفة مثل الفلامنكو، السالسا، التانغو، و (السامبا من الإيقاعات اللاتينية-الإفريقية)، تمكن من إبداع أسلوب خاص به ومميز يثير إعجاب عشاق عزف القيثارة والموسيقى، وبالتحديد هواة الموسيقى العالمية.

## العزف
كان لعازفي الجيتار أثرا كبيرا في موسيقى الفلامنكو ومن أشهرهم

### باكو دى لوثيا
أفضل عازفي الجيتار والمعروف عالميا والأكثر أصالة في تاريخ الفلامنكو. يتمتع بروح المبادرة والإبداع الفني ويمتلك مهارة العزف ويتحكم في تقنياته. وُلد عام 1947، بدأ العزف في سن السابعة وتعلم أصول الفلامنكو وتقنياتت من أخيه الأكبر رامون دى الخيسيرا.

#### باكوفرا نشيسكو بينيا بيريث
ولد بقرطبة عام 1942 وغادر إلى لندن صغيرا ومنها لكل العالم حاملا معه موسيقى الفلامنكو، عازفا في الحفلات أو قائد عروض الفلامنكو التي أعدها لتقديمها في البلدان المختلفة.

##### مانويا غرنادوس
العازف والمؤلف الموسيقي المحترف الذي أبدع مؤلفات عديدة في عالم الفلامنكو ولا يزال أستاذا في كونسيرفتوار برشلونة.

###### توماتيتو
الذي اكتشفه مغني الفلامنكو الشهير كامارون دي إيسلا، فأصبح رفيقه يصاحبه في حفلاته لمدة 15 عاما حيث شكلا ثنائيا ممتازا في عالم الفلامنكو في انسجام وتفاهم.

## التأثير العربي على الفلامنكو
هناك قنوات كثيرة تربط موسيقى وغناء الفلامنكو وغناء شعوب كثيرة منها العالم العربي. فالفلامنكو يحتوى على ربع التون وعلى الارتجال كما في المقام بخلاف موسيقى أوروبا الغربية التي تخلت عن الارتجال وربع التون منذ القرون الوسطى. فالصلة بين المقام شيء لا يمكن إنكاره فضلا عن المضامين الثقافية لموضوعات غناء الفلامنكو التي تعكس نظرة قريبة من النظرة العربية إلى الحب والمرأة والعفة والحياء والوفاء للحبيب والحياة والموت والقدر وغير ذلك من الموضوعات. كما أن التاثير العربي على الفلامنكو كان بارزا بشدة في المقامات والزخارف المنمقة أو القفلات الخاصة.
يضم معجم الفلامنكو عبارات مثل Hay ،Lelis التي تغنى بها فقرات وهي أشبه بالموال العربي في بدايات عدد من أغاني الفلامنكو، كما أتاح أيضا ال الفنية. فاللغتان الدارجتان على لسان المغاربة والإسبان تتضامن كثيرا من المشترك اللفظي، كما أن الحياة اليومية العمومية لا تخلو من مؤثرات وافدة من الثقافة الأخرى.

### التناغم الجميل بين موسيقى الفلامنكو والموسيقة العربية والأندلسية

#### في إسبانيا
ومن هذة التجارب يظهر من إسبانيا الفنانة لولي دي مونتانا والفنانة غنت الفلامنكو بالعربية. وغنى كامرون دي إيسلا قصائد لعمر الخيام في شريطة الشهيرأسطورة الوقت، وغنى الأخوان كورو كارلوس قصائد ابن عربي الصوفية. فيما اشترك الشاعر الغرناطي الغجري خوسيه مايا مع الفنان المغربي الراحل عبد الصادق شقارة في البحث عن إيقاعات مشتركة مازالت تطرب الملايين. وأدى خوان بينيا ليبرهانو أغانى رائعة جنبا إلى جنب مع منشدي أوركسترا طنجة للغناء الأندلسي.

#### على الصعيد العربي
شارك جلال شقارة حفيد عبد الصادق شارك برفقة الراقصة الشهيرة انجيليس كابالدون في أعمال مشتركة في برنامج تليفزيوني شذى الألحان الذي يؤكد بقوة وجود نقاط تلاقي بين الموسيقى العربية وإيقاعات الفلامنكو الإسبانية وقدما أعمالا تمزج بين الفنين لعل أشهرها حبيب القلب وجرحتني. ويعتني المغني جلال والراقص كابالدون باختيار القطعة الحزينة من التراث الإسباني لتلائم الشعبيات المغربية الشجية لتناسب مشروعهما الهجرة السرية، وحاولا فيه من خلال الغنائيات المغربية الإسبانية إرسال إشارات فنية عن خطورة الظاهرة التي تؤدى بحياة الشباب المغامر بالهجرة غير الشرعية رغبة في تحسين ظروف المعيشة في إسبانيا. فحاز الجائزة الأولى لأحسن إنتاج إسبانى عام 2006، كما أحيا عدة حفلات عالمية في دول أمريكا اللاتينية والولايات المتحدة وأوروبا والمغرب.
وهناك أيضا د/ طارق بنزى متخصص في الفلامنكو والجاز والموسيقى العربية في البداية انشأ مجموعة موسيقية اسمها الفاتحة وهي من أوائل المجموعات الموسيقية الشرقية بإسبانيا وفتح ذراعيه معنقا فطاحل في فن الفلامنكو أمثال باكو دى لوثيا، وإنزيكى مورينتب، ومانولو سانلوكار الذين أقبلو عليه ثقة في كفائته الفنية. كما التقى بالفنانة الأمريكية جوليا عازفة الجيتار، حيث أنشأ برفقتها مجموعة فنية تعرف باسم مجموعة الأندلس في نهاية الثمانينات.
قام سهيل السرغيني بإنشاء فرقة قصيدة أندلسية التي أقامت عروضا في إيطاليا وفرنسا ومصر وفلسطين ولبنان وغيرها والتي مثلت إسبانيا عام 1997 في المهرجان الدولي للموسيقى الأندلسية بالرباط باستخدام العود والقانون والجيتار الإسباني والطبلة والدومبيك وآلات الإيقاع التقليدية التي وازن بينها السرغيني. كما أن صوت مغني الفرقة يتوافق مع الموشح العربي كما في غناء الفلامنكو فقد تولد من كل ذلك صوت ونغم عربي إسباني مع مساهمات من غناء وموسيقى الفلامنكو كل هذا عكس حسية وعمق وروحانية الثقافتين.

## معرض صور

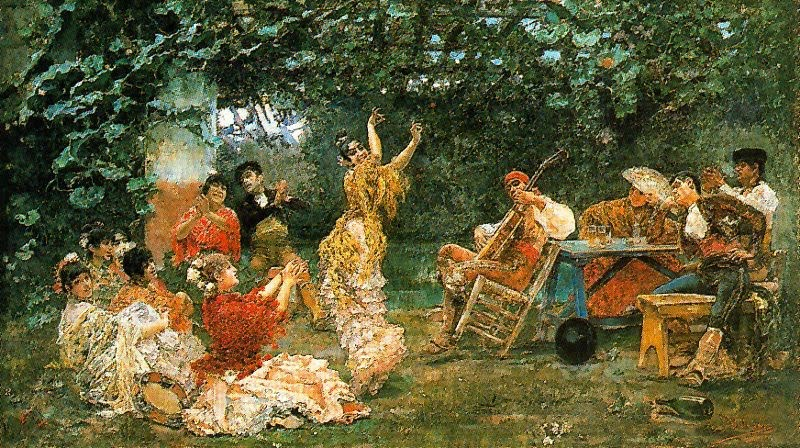
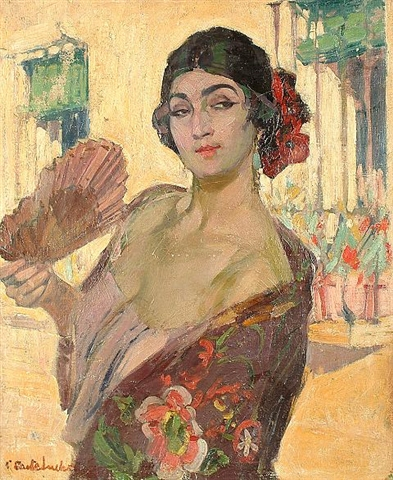